# Павловка (Большеболдинский район)
Павловка — посёлок в Большеболдинском районе Нижегородской области. Входит в состав Пикшенского сельсовета. Население 1 (2010) человек

## Общая физико-географическая характеристика
Географическое положение
По автомобильным дорогам расстояние до областного центра города Нижнего Новгорода составляет 220 км, до районного центра села Большого Болдино — 14 км. Абсолютная высота 170 метров над уровнем моря.
Часовой пояс
Павловка, как и вся Нижегородская область, находится в часовой зоне МСК (московское время). Смещение применяемого времени относительно UTC составляет +3:00.

## Население
| 1999 | 2002 | 2010 |
| ---- | ---- | ---- |
| 11   | ↘6   | ↘1   |

Национальный состав
Согласно результатам переписи 2002 года, в национальной структуре населения русские составляли 83% из 6 человек.